# All England Lawn Tennis and Croquet Club

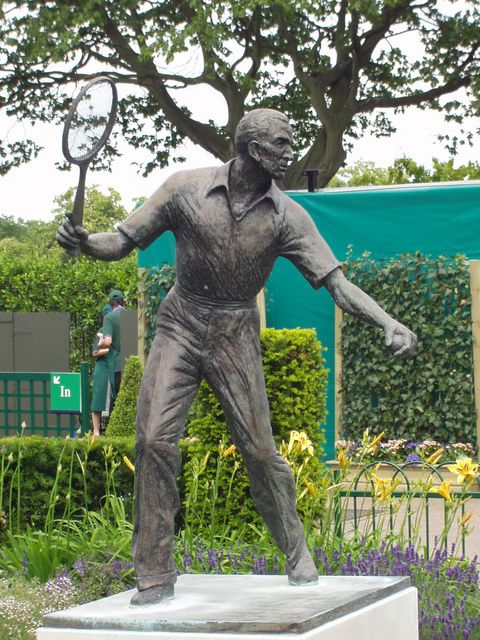
Statue von Fred Perry auf dem Vereinsgelände

Der All England Lawn Tennis and Croquet Club (deutsch Verein für Rasentennis und Croquet für ganz England) ist ein Verein in Wimbledon, einem Stadtteil von London in England. Der Verein ist als Ausrichter der jährlichen Wimbledon Championships bekannt geworden. Patronin ist seit 2016 die Princess of Wales. Bis zum Jahr 2021 war zudem der Duke of Kent Präsident des Clubs.

## Geschichte
Im Jahr 1868 wurde der Verein als All England Croquet Club gegründet und nahm kurze Zeit später die damals noch junge Sportart Tennis in sein Programm auf. Die erste Meisterschaft im Tennis wurde 1877 ausgetragen und der Verein in The All England Croquet and Lawn Tennis Club umbenannt. 1882 wurde die Bezeichnung Croquet für sieben Jahre ganz aus dem Vereinsnamen gestrichen. 1889 erhielt der Verein seinen bis heute gültigen Namen als The All England Lawn Tennis and Croquet Club.
Ursprünglich als Freizeitturnier für Klubmitglieder und deren Familien und Freunde gedacht, entwickelten sich die Meisterschaften zu einer Veranstaltung die bekannter als der eigentliche Verein werden sollte. Das Turnier von Wimbledon zählt heute als Grand-Slam-Turnier zu den vier bedeutendsten Tennisturnieren der Welt.
Heutzutage findet der Verein aber nicht nur als Organisator des Tennisturniers statt, er operiert immer noch als Tennisklub und bietet seinen 375 Vollmitgliedern und 100 Spielern das ganze Jahr über die Möglichkeit Tennis zu spielen. Weiterhin betreut der Verein das Tennismuseum von Wimbledon.
Auf dem Court 18 fand vom 22. bis zum 24. Juni 2010 das bisher längste Tennisspiel im Rahmen eines Grand-Slam-Turniers statt.

## Vereinsgelände

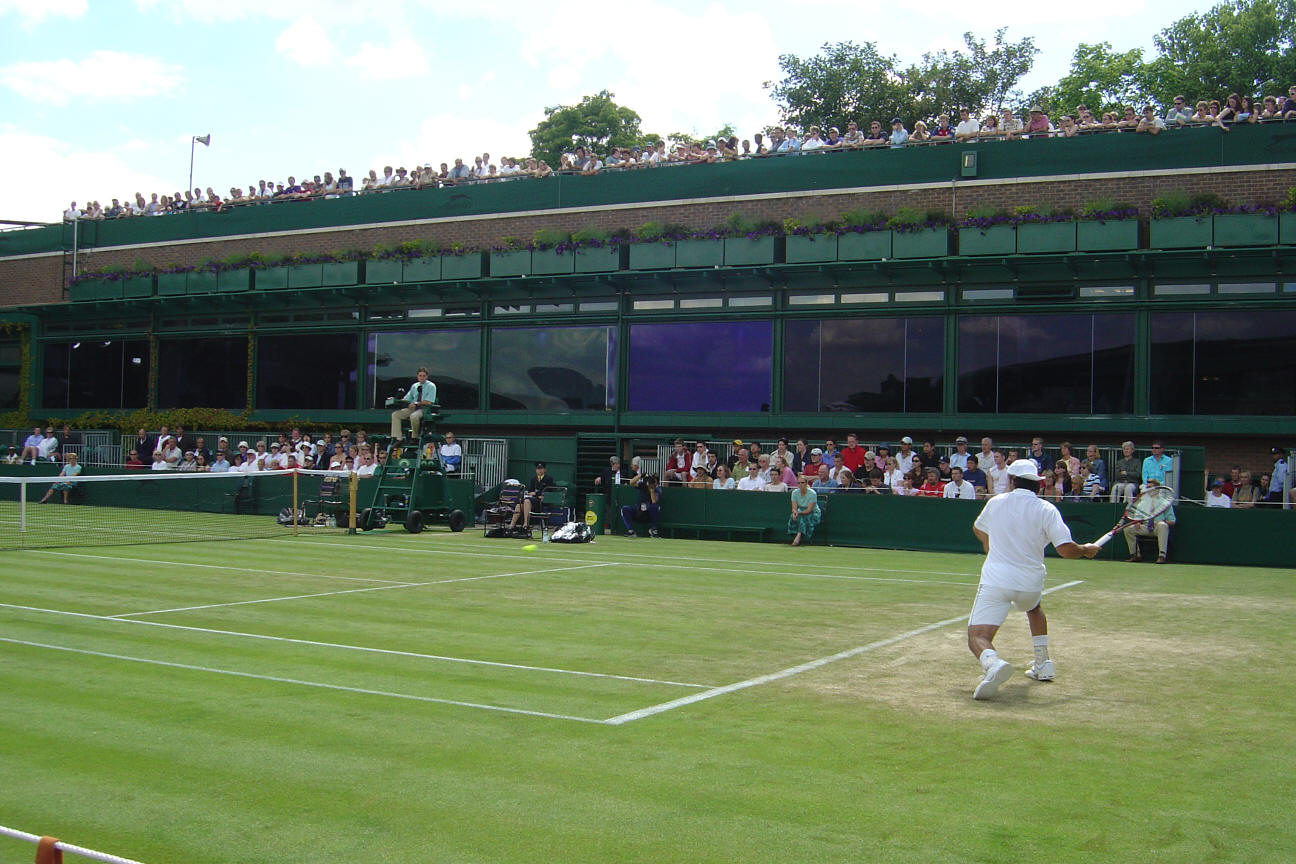
Spielszene in Wimbledon

Auf dem Vereinsgelände befinden sich zurzeit 19 Tennisplätze für offizielle Spiele, daneben existieren noch diverse Trainingsplätze und Croquetspielflächen. Der historische Centre Court bietet 14.000 Zuschauern Platz. In den Jahren von 2007 bis 2009 wurde der Centre Court umgebaut und auf eine Kapazität von 15.000 Zuschauern erweitert. Außerdem erhielt er ein lichtdurchlässiges Dach, das sich innerhalb von nur 10 Minuten öffnen und schließen lässt.
Das zweite große Tennisstadion auf dem Gelände ist der No. 1 Court, der 1997 errichtet wurde und eine Kapazität von 11.429 Zuschauern besitzt.
Sowohl 1908 als auch 2012 wurde das olympische (Freiluft-)Tennisturnier auf dem Gelände des All England Lawn Tennis and Croquet Clubs ausgetragen.
Die nächstgelegene U-Bahn-Station ist Southfields an der District Line.

## Kritik
Farbige Spieler durften bis 1951 nicht im Club spielen, Juden erst ab 1952. Laut Angela Buxton, der jüdischen ehemaligen britischen Wimbledon-Doppelsiegerin, hat dies auch zu ihrem Ausschluss geführt. Buxton kritisierte bis 2004 den Antisemitismus, dass der All England Club sie fast 50 Jahre nach ihrem Wimbledon-Triumph 1956 mit der dunkelhäutigen Althea Gibson immer noch nicht eingeladen hatte, Mitglied zu werden. Alle Sieger von Wimbledon erhalten sonst automatisch eine Ehrenmitgliedschaft im Club.